# Tarmo Peltokoski
Tarmo Peltokoski (* 21. April 2000 in Vaasa) ist ein finnischer Dirigent und Pianist.

## Werdegang
Tarmo Peltokoski wurde in Finnland als Sohn einer philippinischen Mutter und eines finnischen Vaters geboren. Im Alter von 14 Jahren begann er sein Studium bei dem emeritierten Jorma Panula und studierte dann an der Sibelius-Akademie bei Sakari Oramo. Weitere Lehrer waren außerdem Hannu Lintu, Jukka-Pekka Saraste und Esa-Pekka Salonen. Seine Ausbildung zum Konzertpianisten erfolgte ebenfalls an der Sibelius-Akademie bei Antti Hotti. Zusätzlich zum Dirigier- und Klavierstudium studierte er Komposition und Arrangieren. Sein Interesse gilt außerdem insbesondere Musikkomödien und der Improvisation.

## Künstlerische Arbeit
Als Pianist wurde Peltokoski bei zahlreichen Wettbewerben ausgezeichnet. Als Solist trat er bereits mit allen bedeutenden finnischen Orchestern auf.
Als Dirigent arbeitete er in Finnland u. a. mit dem Philharmonischen Orchester Helsinki, mit dem Finnischen Radio-Sinfonieorchester und mit dem Orchester der Finnischen Nationaloper zusammen. Sein deutsches Debüt, das er im Juni 2021 mit der Deutschen Kammerphilharmonie Bremen gab, war dermaßen erfolgreich, dass sofort eine Wiedereinladungsserie erfolgte. Im Februar 2022 ernannte ihn das Orchester dann zum Principal Guest Conductor, ein Titel, den es damit erstmals in seiner 42-jährigen Geschichte vergab. In der Saison 2021/2022 debütierte Peltokoski zudem mit einer Reihe weiterer Orchester, wie dem hr-Sinfonieorchester, dem Kammerorchester Basel und dem Orchestre Philharmonique de Radio France. Im Mai 2022 dirigierte er anstelle des wegen seiner Haltung zur russischen Invasion in die Ukraine sanktionierten Valery Gergiev die Rotterdamer Philharmoniker, die ihn in der Folge zu ihrem Principal Guest Conductor ab der Saison 2022/23 ernannten. Im Sommer 2022 trat er beim Rheingau Musik Festival, beim Beethovenfest in Bonn, beim Schleswig-Holstein Musik Festival und beim Musikfest Bremen auf. Beim Eurajoki Bel Canto Festival im August 2022 dirigierte Peltokoski seinen ersten kompletten Wagner-Ring-Zyklus.
Zum Beginn der Saison 2022/23 übernahm Peltokoski als Nachfolger von Andris Poga die Funktion des musikalischen und künstlerischen Leiters des Lettischen Nationalen Sinfonieorchesters. Im Dezember 2022 kündigte das Orchestre National du Capitole de Toulouse an, dass Peltokoski zum 1. September 2024 die Funktionen des designierten Musikdirektors in der ersten Saison und dann des Musikdirektors bis August 2029 übernehmen werde.
Im Juli 2024 wurde er als Nachfolger von Jaap van Zweden als Musikdirektor des Hong Kong Philharmonic Orchestra verpflichtet. In der Saison 2025/2026 wird er als designierter Musikdirektor fungieren, bevor er in der Saison 2026/2027 eine vierjährige Amtszeit antreten wird. Ab der Saison 2025/2026 wird er für drei Jahre Exklusivkünstler des Konzerthaus Dortmund.

## Auszeichnungen
- 2018: Auszeichnung als „Junger Musiker des Jahres“ durch die finnische Stiftung Pro Musica[11]
- 2022: Lotto-Förderpreis des Rheingau Musik Festivals 2022[11]
- 2022: Verleihung des Titels Principal Guest Conductor durch die Deutsche Kammerphilharmonie Bremen
- 2022: Ernennung zum Principal Guest Conductor ab der Saison 2023–24 durch das Rotterdams Philharmonisch Orkest
- 2023: Opus Klassik Nachwuchskünstler des Jahres[12]